# Schuler-Kompensation
Unter der Schuler-Kompensation (Schuler-Abstimmung, Schuler tuning) versteht man die konstruktive Festlegung der Schwingungsdauer von der Navigation dienenden schwingungsfähigen Kreiselgeräten (Künstlicher Horizont, Kreiselkompass usw.) auf ca. 84,4 Minuten. Damit wird erreicht, dass auf ein Fahrzeug (Schiff, Flugzeug usw.) wirkende Beschleunigungen keinen oder nur einen geringen Anzeigefehler des Kreiselgerätes zur Folge haben. Näheres dazu siehe Schuler-Periode.
Entsprechend den Schwingungsdauer-Gleichungen für das jeweilige Gerät (Kreiseltheorie) sind insbesondere der Drehimpuls (Kreiselmasse, Masseverteilung, Drehzahl, ggf. Pendellänge und Dämpfungseigenschaften) festzulegen und konstruktiv umzusetzen. Wegen der extrem langen Schwingungsdauer ist das kein einfaches Unterfangen. Beispielsweise sind sehr hohe Drehzahlen und geringe Dämpfungen erforderlich.